# Catedral de Vladímir (Sebastopol)
La catedral del Santo Apostolado del Príncipe Vladímir de Sebastopol (en ucraniano: Собо́р Свято́го Рівноапо́стольного київського кня́зя Володимира, en ruso: Собор Святого равноапостольного князя Владимира) es una iglesia ortodoxa al mismo tiempo que cementerio de Almirantes y oficiales de marina rusos, siendo un monumento arquitectónico e histórico. La catedral está situada en la calle Suvórov n.º 3, en una colina en el centro, desde donde se puede divisar gran parte de la ciudad.

## Historia del templo

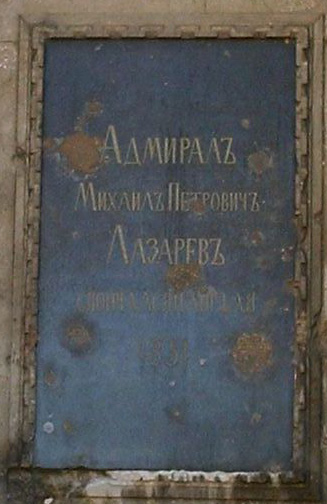
Placa en honor del Almirante Lázarev en la fachada de la catedral.

La historia de la catedral se inicia en 1825 cuando el Almirante de la Flota del Mar Negro Alekséi Greig solicita al emperador Alejandro I de Rusia el establecimiento de una iglesia en las ruinas de Quersoneso, donde fue bautizado Vladímir I de Kiev. En 1829, se abre la licitación para la construcción del monumento. Es aprobado el proyecto del arquitecto Konstantín Ton (1764-1881), con planta en forma de cruz con cuatro cuerpos cúbicos al estilo de los templos rusos-bizantinos. En 1842, a petición del Almirante Mijaíl Lázarev, debido al número insuficiente de templos ortodoxos en Sebastopol, aceptó la solución de la construcción de la catedral en el centro de la ciudad, y no en las ruinas de Quersoneso.
Los trabajos preparatorios se inician en 1848. En 1851, fallece el Almirante de la Flota del Mar Negro Lázarev, y a la memoria de sus méritos, se decidió enterrarlo en una tumba especial en el emplazamiento de la futura catedral. Se inició la construcción el 15 de julio de 1854, pero solo se habían levantado los cimientos cuando empezó el sitio de Sebastopol con ocasión de la Guerra de Crimea.
Durante la Guerra de Crimea, son enterrados en el futuro lugar del templo, los Almirantes Vladímir Kornílov, Vladímir Istomin, Pável Najímov, muertos en el bastión de Sebastopol.
Después de la Guerra de Crimea, se retoman los trabajos de construcción de la catedral en 1862. Para ello se contrata al conocido arquitecto y académico Alekséi Avdéyev (1818-1885). En ese momento vivía en Sebastopol, donde estaba construyendo la Iglesia de San Nicolás en el cementerio de la Confraternidad, al norte de la ciudad. Avdéyev no estuvo de acuerdo con el estilo oficial de tipo Ruso-Bizantino de cuatro cuerpos, tal como fue diseñado en el proyecto original de K. A. Ton. 
Avdéyev rehace el proyecto con un estilo tradicional bizantino, finalizando la construcción en 1881 de la parte inferior de la iglesia, terminándose la parte superior en 1888 después del fallecimiento de Avdéyev.
En 1931, el edificio es transferido al OSOVIAJIM, se profanó las sepulturas y se destruyeron los restos de los Almirantes. El templo sufrió serios desperfectos durante la Segunda Guerra Mundial. En 1991 una comisión especial inspeccionó las tumbas, descubriendo entre los escombros solo fragmentos de huesos, que fueron solemnemente enterrados en 1992.

## Arquitectura
El edificio fue construido con piedra de Inkerman, con una altura en la cruz de 32.5 metros, las alas de diorita y el revestimiento interno de las columnas con mármol de Carrara.
En las paredes exteriores norte y sur de la fachada hay colocadas cuatro placas conmemorativas con los nombres de los almirantes enterrados, Mijaíl Lázarev, Vladímir Kornílov, Vladímir Istomin y Pável Najímov.
Las tumbas están situadas en los bajos de la catedral, y unidas en un epitafio general en forma de una gran cruz hecha de mármol negro. En la parte alta del templo hay 11 enterramientos. En las paredes internas de la catedral están inscritos los nombres de los oficiales que se distinguieron en la defensa de la ciudad, y fueron condecorados con la Orden de San Gregorio.
Los frescos de la catedral de Vladímir fueron pintados por el conocido artista y académico Akim Kornéiev, las pinturas ornamentales de las paredes y arcos fueron hechos por el artista suizo R. Izelli, y los trabajos de mármol (el revestimiento, el iconostasio y el coro), fueron obra del italiano V. Bonnani.

## Galería

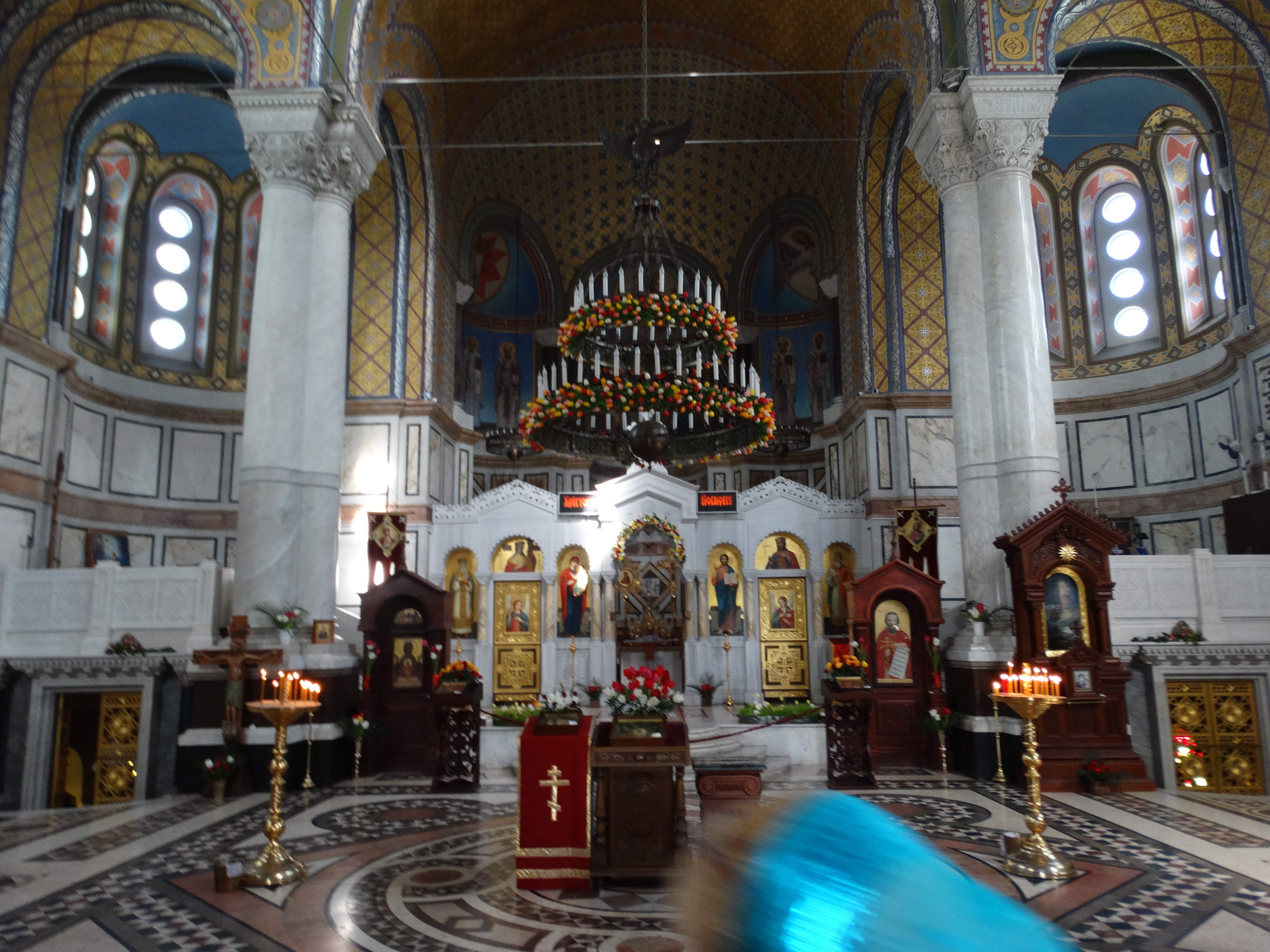
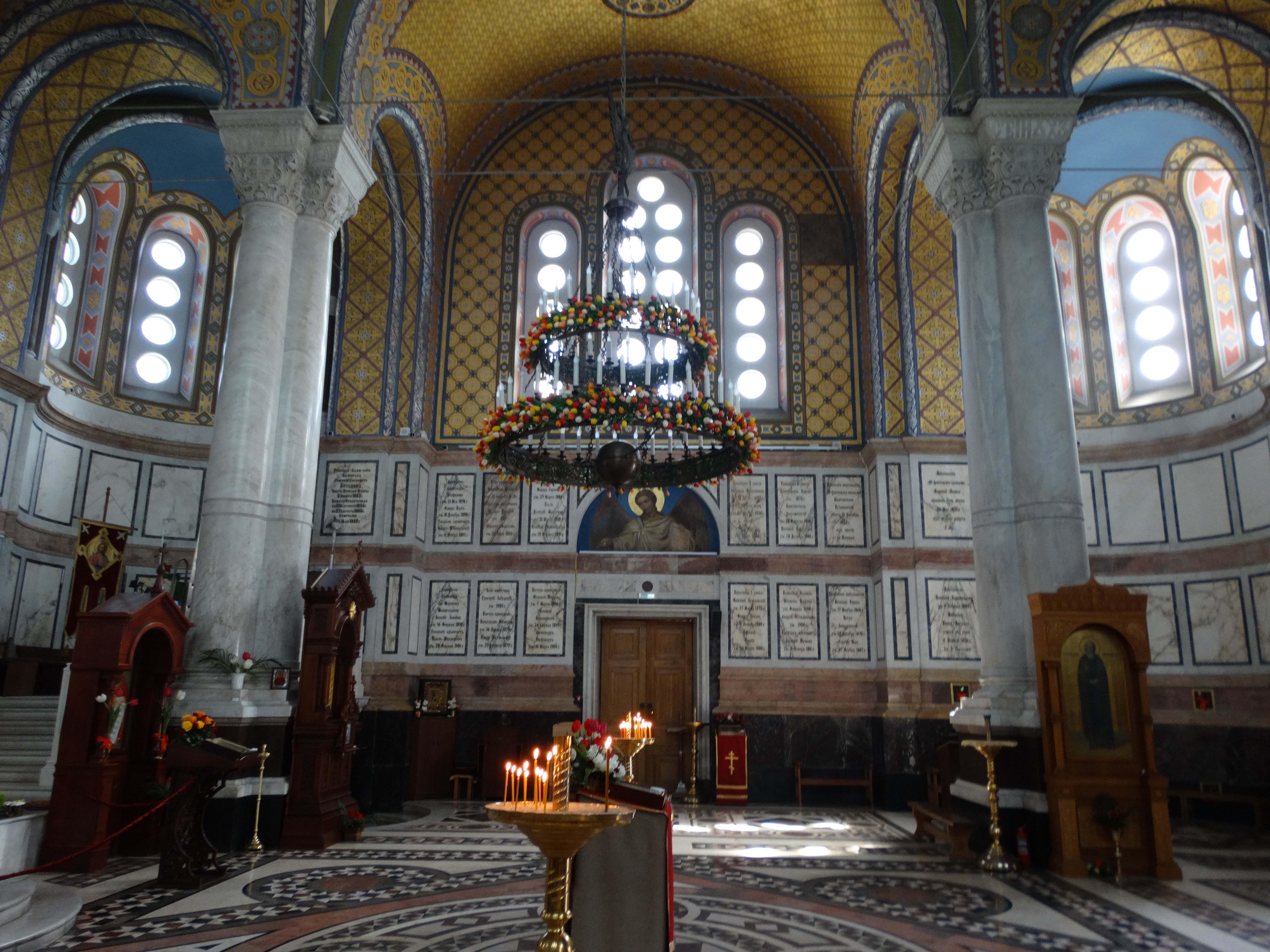
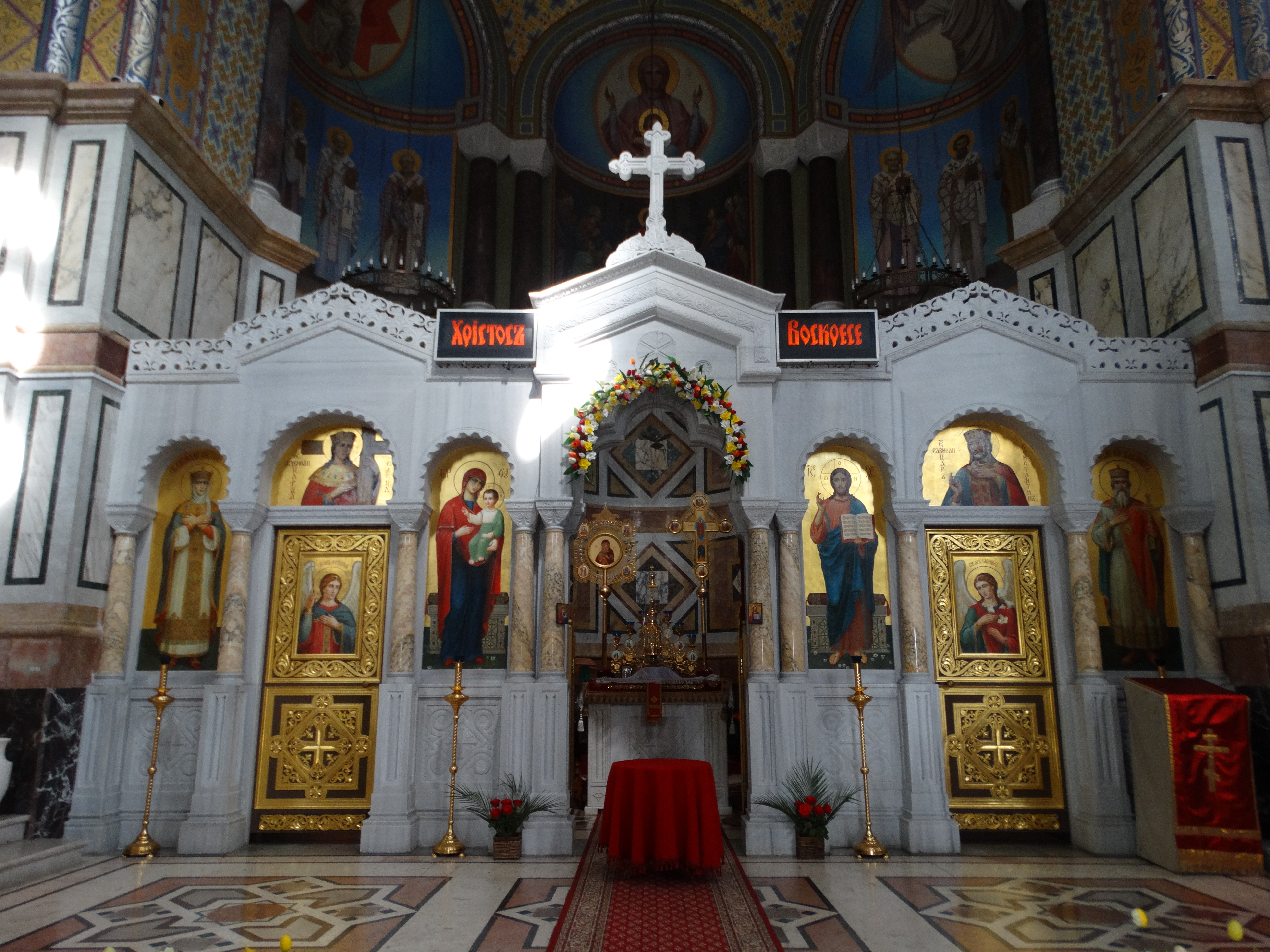
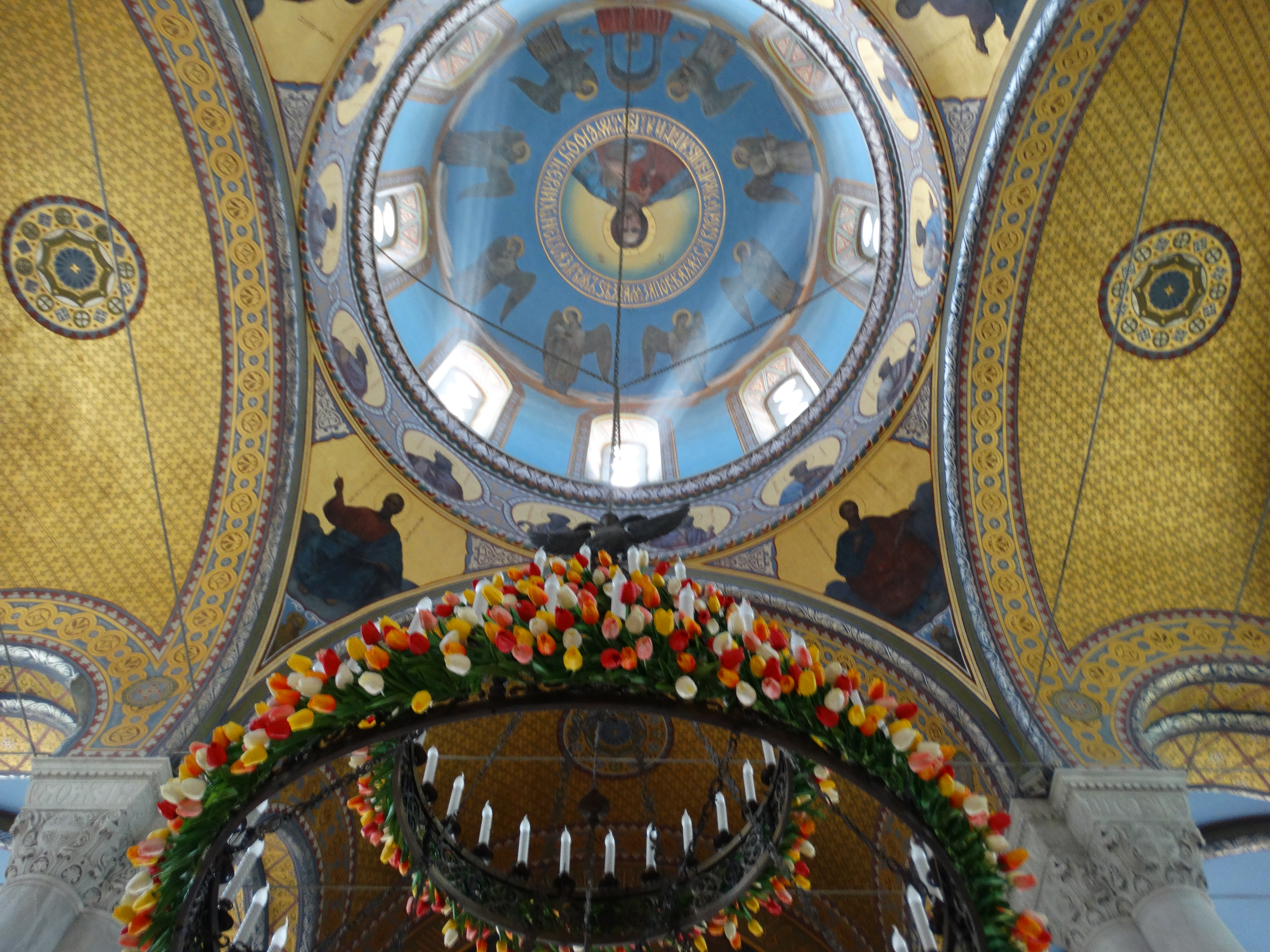
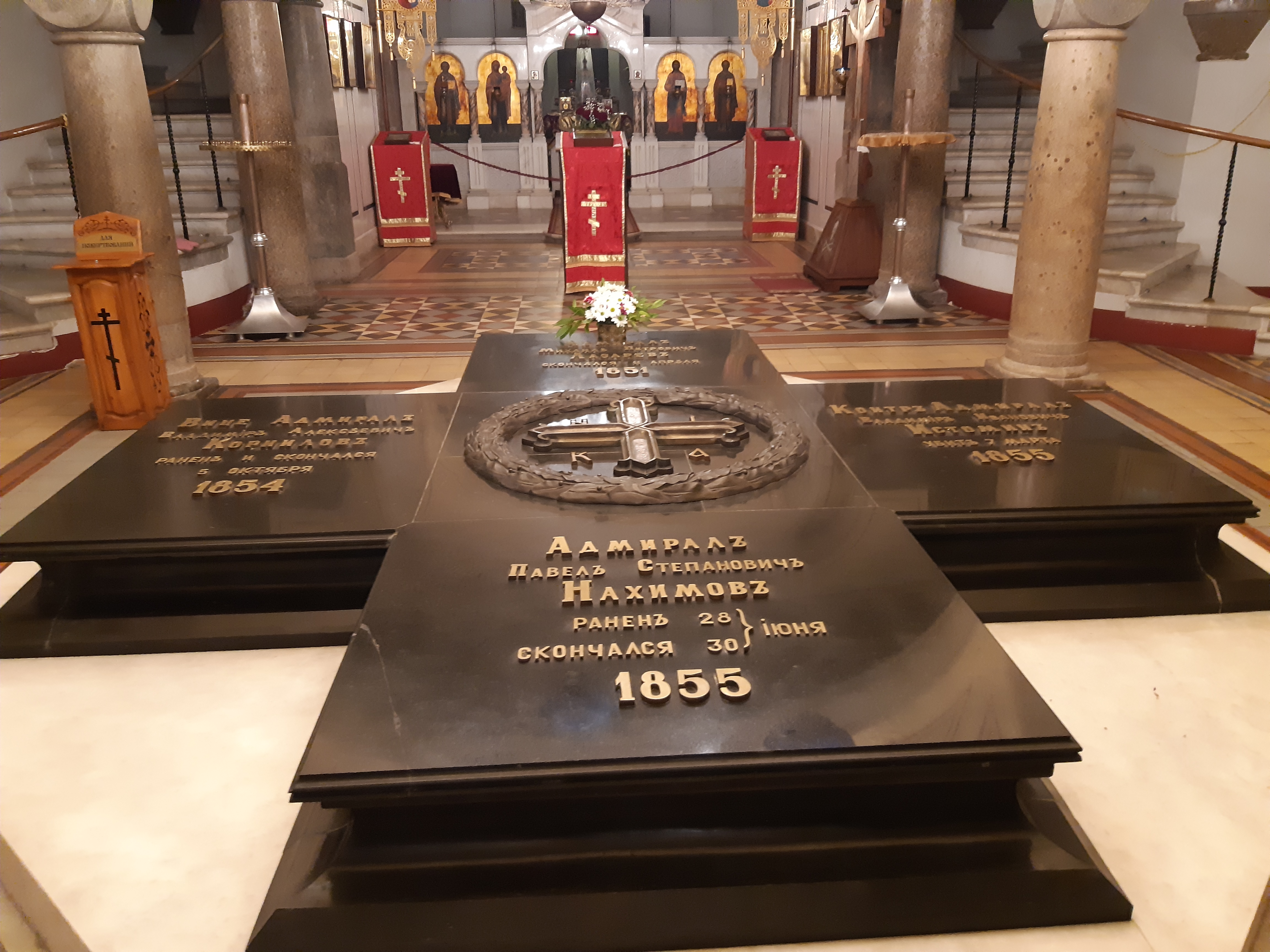
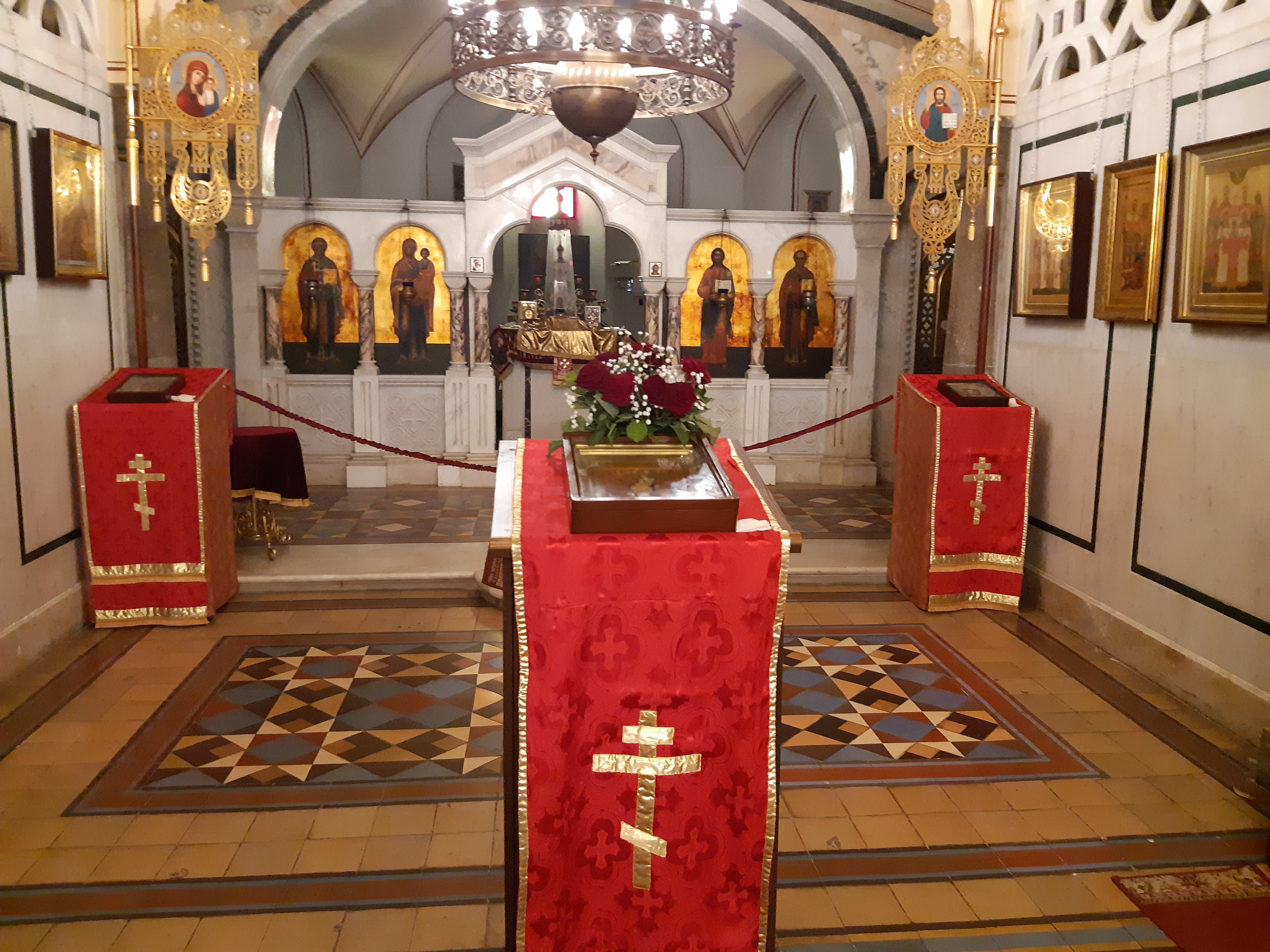

## Enlaces
- Archivo Fotográfico de la Catedral
- Catedral de Vladímir hoy (foto)
- Catedral de Vladímir
- Historia de la Construcción de la Catedral
- История от освящения до наших дней
- Справка о храмах Севастополя

- Datos: Q1848287
- Multimedia: St. Volodymyr's Cathedral, Sevastopol / Q1848287